# Trattato di Rhandeia
Il Trattato di Rhandeia fu un trattato di pace concluso tra l'Impero romano e l'Impero partico nella città di frontiera di Rhandeia nell'attuale Turchia nel 63. Il trattato, che concluse la guerra romano-partica del 58-63, stabiliva che da allora in poi un il principe dei Parti della linea arsacide si sarebbe seduto sul trono armeno, ma la sua nomina, o diritto di investitura, sarebbe stata affidata all'imperatore di Roma. Anche se ciò rese l'Armenia un regno cliente, varie fonti romane contemporanee pensavano che Nerone avesse de facto ceduto l'Armenia all'Impero partico. Questo compromesso tra la Partia e Roma durò per diversi decenni, fino al 114, quando Roma sotto Traiano prese il controllo diretto dell'Armenia arsacide e la incorporò in una provincia romana di breve durata che durò solo quattro anni. La provincia fu apparentemente abbandonata sotto il successore di Traiano, Adriano, nel 118.

## Risvolti successivi
La dinastia arsacide avrebbe comunque mantenuto il trono armeno, anche se il più delle volte in qualità di regnanti clienti, fino al 428, quando il regno da allora fu diviso da bizantini e sasanidi, e l'allora parte orientale dell'Armenia divenne una provincia sasanide governata da un marzban.